# La France insoumise

Starší logo

La France insoumise (Nepoddaná či nepoddajná či nezkrotná Francie) je levicová a ekologicky zaměřená politická strana ve Francii. V roce 2016 ji založil Jean-Luc Mélenchon. Cílem strany je prosadit svůj eko-socialistický a demokraticky socialistický program nazvaný L'Avenir en commun (Sdílená budoucnost). Znakem strany je stylizované řecké písmeno Fí.
Mélenchon za stranu dvakrát kandidoval na prezidenta Francie. V roce 2017 skončil čtvrtý se ziskem 19,6 % a v roce 2022 třetí s 21,95 % hlasů.
Ve volbách do Národního shromáždění 2017 strana získala v prvém kole 11,03 % hlasů, ve druhém 4,86 %. Ve volbách v roce 2022 kandidovala La France insoumise v rámci uskupení Nová ekologická a sociální lidová unie (NUPES) jako hlavní levicová síla, koalice získala 131 poslanců (La France insoumise z toho 69 mandátů). Ve volbách z roku 2024 strana kandidovala v rámci transformované koalice pod názvem Nová lidová fronta. Umístila se na prvním místě se ziskem 180 mandátů (La France insoumise z toho 74 mandátů).

## Historie
Mélenchon stranu založil v únoru 2016, jelikož se domníval, že tradiční strany již neslouží demokracii. Inspirací pro vznik tohoto politického hnutí byl úspěch radikální levice v podobě španělské strany Podemos, převzetí britských labouristů Jeremym Corbynem (2015) a kandidaturou Bernieho Sanderse na prezidenta USA v demokratických primárkách (2016). V říjnu 2016 byl přijat program strany L'Avenir en commun (Sdílená budoucnost).
Do voleb roku 2022 byl stranickým lídrem Mélenchon. Pro volby v roce 2024 byl lídrem Manuel Bompard.

## Politický program
Ideologie La France insoumise byla popisována jako demokratický socialismus, antineoliberální socialismus 21. století, eko-socialismus, levicový populismus a lehký euroskepticismus. Strana je levicová. Francouzské ministerstvo vnitra stranu označuje jako „levicovou“, nikoliv jako „krajně levicovou“. Za krajně levicovou ji obvykle označují její kritici či političtí soupeři (včetně Emmanuela Macrona). V angličtině se pro označení La France insoumise využívá také termín „hard-left“, který by významově šel přeložit coby „radikální levice“.
Základní body programu strany načrtli ekonom Jacques Généreux a právnička Charlotte Girard. Základem byl program L'Humain d'abord (Lidé na prvním místě) Front de gauche z roku 2012 posílený o ideje eko-socialismu. 
Základními body programu byly:
- Vytvoření ústavodárného shromáždění pověřeného sepsáním ústavy navrhované francouzské šesté republiky, která by nahradila francouzskou pátou republiku. Členové hnutí považují pátou republiku za „prezidentskou monarchii“, v níž se příliš mnoho moci soustředí v úřadu prezidenta republiky a lidé nemohou mít kontrolu nad jeho jednáním. Tento ústavní proces by také mohl uvažovat o alternativních formách parlamentních voleb, jako je poměrné zastoupení. Ústavní a potažmo institucionální změnu považuje hnutí za zásadní, protože klesající volební účast považuje za odmítnutí institucionálního systému Francouzi.
- Zrušení zákona El Khomri (reforma zákoníku práce schválená v roce 2016 druhou Vallsovou vládou), o kterém se hnutí domnívá, že ukončilo „hierarchii standardů“ ve francouzském pracovním právu tím, že nedostatečně chrání zaměstnance.
- Revizí Evropské unie dosáhnout opětovné demokratizace, včetně změn v měnové politice, společné zemědělské politice a politice životního prostředí. Pokud se tak nestane, program počítá s „plánem B“ jednostranného odstoupení od evropských smluv s následným navržením další spolupráce mezi zeměmi.
- Implementace plánu energetické transformace směrem k cíli 100% obnovitelné energie v roce 2050 na základě studií Asociace négaWatt a veřejné a meziresortní agentury pro životní prostředí a kontrolu energie (ADEME). Tento přechod zahrnuje odstavení francouzských jaderných elektráren, které hnutí kritizuje za jejich závislost na dodávkách uranu, údajný nedostatek bezpečnosti, nakládání s radioaktivním odpadem a finanční náklady.
- Nastolení „zeleného pravidla“ neochuzovat přírodu o více, než je možné doplnit, ani vyrábět více, než unese, které by hnutí během ustavujícího shromáždění navrhlo k začlenění do nové ústavy republiky.
- Právo odvolat zvolené zástupce odvolácími volbami, když poruší předvolební sliby nebo jinak poruší normy.
- Ochrana společných statků, jako je vzduch, voda, potraviny, živobytí, zdraví, energie nebo měna, zabráněním jejich komodifikace za účelem zachování obecného zájmu a rozvojem odpovídajících veřejných služeb.
- Oddělení investičních a retailových bank směřovalo k oddělení spekulativních aktivit od úvěrových a vkladových aktivit za účelem jejich ochrany a vytvoření veřejného bankovního centra, které by financovalo malé a střední podniky a provádělo úvěrovou politiku na sociální a ekologická kritéria.
- Zvýšení minimální mzdy (nazývané „SMIC“) z 1 149 na 1 326 eur měsíčně čistého s pracovní dobou 35 hodin týdně a zvýšení platů státních zaměstnanců zmrazených od roku 2010.
- Odstoupení od dohod o volném obchodu, jako je Transatlantické obchodní a investiční partnerství (TTIP) a Komplexní hospodářská a obchodní dohoda (CETA).

Mezi dalšími politickými body se strana stavěla za vystoupení z NATO, v narativu, aby Francie neválčila ve válkách Spojených států amerických. Postupně snižovat pracovní týden na 32 hodin. Snížit věk odchodu do důchodu na 60 let. 
Program byl vydán tiskem s nákladem 110 000 kusů.